# U-364
Unterseeboot 364 foi um submarino alemão do Tipo VIIC, pertencente a Kriegsmarine que atuou durante a Segunda Guerra Mundial.

## Comandantes
| Comandante               | Data                                      |
| ------------------------ | ----------------------------------------- |
| Oblt. Paul-Heinrich Sass | 3 de maio de 1943 - 29 de janeiro de 1944 |

## Subordinação
Durante o seu tempo de serviço, esteve subordinado às seguintes flotilhas:
| Período                                       | Flotilha                                  |
| --------------------------------------------- | ----------------------------------------- |
| 3 de maio de 1943 - 31 de outubro de 1943     | 5. Unterseebootsflottille (treinamento)   |
| 1 de novembro de 1943 - 29 de janeiro de 1944 | 7. Unterseebootsflottille (serviço ativo) |

## Operações conjuntas de ataque
O U-364 participou das seguinte operações de ataque combinado durante a sua carreira:
- Rudeltaktik Coronel 1 (14 de dezembro de 1943 - 17 de dezembro de 1943)
- Rudeltaktik Sylt (18 de dezembro de 1943 - 23 de dezembro de 1943)
- Rudeltaktik Rügen 1 (23 de dezembro de 1943 - 28 de dezembro de 1943)
- Rudeltaktik Rügen 2 (28 de dezembro de 1943 - 7 de janeiro de 1944)
- Rudeltaktik Rügen (7 de janeiro de 1944 - 14 de janeiro de 1944)